# An Alligator Named Daisy
Pour plus de détails, voir Fiche technique et Distribution.
An Alligator Named Daisy est un film britannique réalisé par J. Lee Thompson et sorti en 1955.

## Synopsis
Peter Weston est fiancé à Vanessa Colebrook, fille d'un richissime homme d'affaires. Lors d'une traversée en bateau, il fait la connaissance du couple O'Shannon qui voyage avec son animal de compagnie, un alligator appelé Daisy. Mais le mari disparaît, abandonnant femme et alligator. Peter Weston va aider Moira O'Shannon à s’occuper de l’animal, un prétexte pour continuer à fréquenter la belle esseulée dont il est tombé amoureux.

## Fiche technique
- Titre : An Alligator Named Daisy
- Titre original : An Alligator Named Daisy
- Réalisation : J. Lee Thompson
- Scénario : Jack Davies d’après le roman de Charles Terrot
- Musique : Stanley Black, Augustus Durandeau, Ken Mackintosh, Edward B. Osborne, Edward William Rogers, Walter Ridley (compositeur de la chanson I'm In Love For The Very First Time)
- Direction de la photographie : Reginald H. Wyer
- Décors : Michael Stringer
- Costumes : Yvonne Caffin
- Montage : John D. Guthridge
- Pays de production :  Royaume-Uni
- Langue de tournage : anglais
- Producteur : Raymond Stross
- Société de production : The Rank Organisation
- Société de distribution : The Rank Organisation
- Format : couleur par Technicolor — 1.96:1 VistaVision — monophonique — 35 mm
- Genre : film musical, comédie
- Durée : 88 min
- Date de sortie :
  - Royaume-Uni : 13 décembre 1955

## Distribution
- Donald Sinden : Peter Weston
- Jeannie Carson : Moira O'Shannon
- James Robertson Justice : Sir James Colebrook
- Diana Dors : Vanessa Colebrook
- Roland Culver : le colonel Weston
- Stanley Holloway : le général
- Avice Landone : Madame Weston
- Richard Wattis : Hoskins
- Stephen Boyd : Albert O'Shannon
- Wilfrid Lawson : L'irlandais
- George Woodbridge : Le policier Jorkins
- Charles Carson : Wilfred Smethers